# Malaconotidae
Malaconotidae é uma família de aves da ordem Passeriformes encontrada na região afro-tropical.

## Gêneros
- Bocagia Shelley, 1894
- Chlorophoneus Cabanis, 1850
- Dryoscopus Boie, 1826
- Laniarius Vieillot, 1816
- Malaconotus Swainson, 1824
- Nilaus Swainson, 1827
- Rhodophoneus Heuglin, 1871
- Tchagra Lesson, 1831
- Telophorus Swainson, 1832